# 使徒 (基督教)

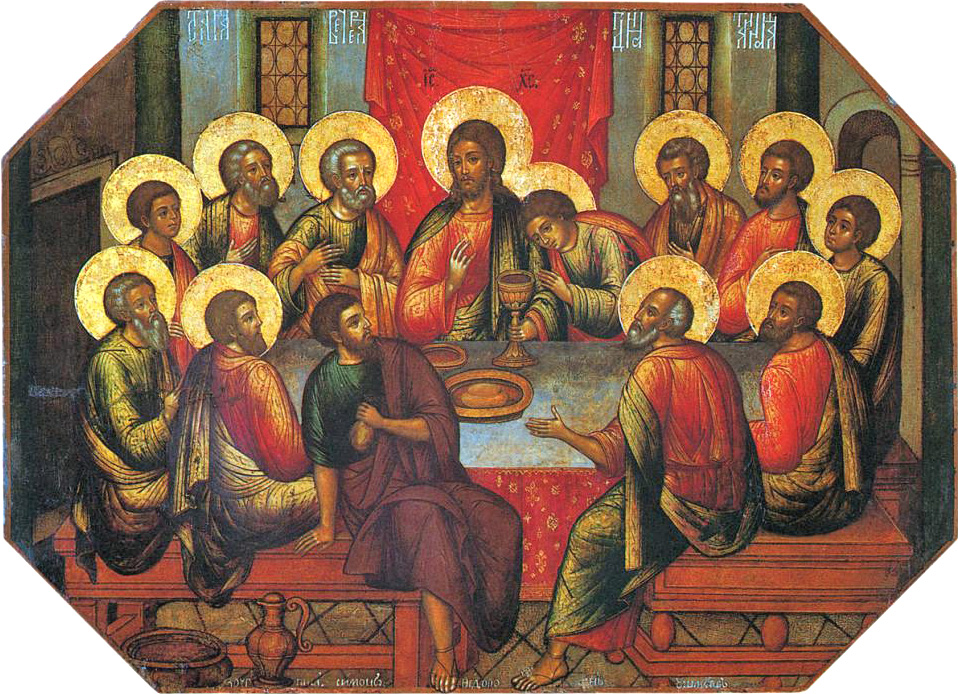
最後的晚餐中，與耶穌同坐的十二使徒。頭上没有光環的是出賣耶稣的加略人猶大。光環的形象表示他們被視為聖人，可在其肖像上以光環標記

使徒或譯宗徒，是基督教名詞，指為了某個特殊使命奉召被差派出去的門徒。原意是受差遣者、信差、使者。在基督教教義中，它可以指五重职份（使徒、先知、使徒性教师、牧师、宣教师）的一種职份，也可以指一種属灵恩賜。
在對觀福音書中，耶穌選定的十二門徒，也稱十二使徒，是最早被稱為使徒的人。在十二使徒之外，則是一个外邦人（非犹太人信徒）被使徒巴拿巴从大数招回安提阿的使徒教会，在那里教导人一年后，最后被封为使徒的保羅。
使徒在早期基督教不明，在保羅書信中，經常以使徒來稱呼教會中的人，如巴拿巴、以巴弗提。在《約翰福音》中，使徒與門徒沒有什麼不同，沒有特殊地位與描寫。因此這個稱呼可能可以被使用在教會中的任何成員身上，不限於十二使徒。但在《啟示錄》中，使徒特指耶穌的十二門徒，是教會的根基。
在西元一世紀，由耶穌直接門徒與再傳門徒所形成的早期基督教會，成為基督教歷史的開端。這段時期稱為使徒時代（Apostolic Age），這些使徒的門徒被稱為使徒教父，他們形成的教會被稱為使徒教會（Apostolic Ecclesia）。

## 字源
使徒的字根，源自通用希臘語的（apóstolos），原意是被派遣出去的人。它可以被拆解成，（apo，從）與（stólos，意思是船艦），意思是出外航行的人。也可以被拆解為 （apo，遠離、從）與（stello，送出），它可以被翻譯為拉丁文ex（從）與 mitto（送出），由此組成拉丁文單字emissary，意思是由此送出。也可以翻譯為拉丁文單字missio，它的意思為某個肩負任務的人。英文的任務（mission）、傳教士（missionary）與信差（messenger），就是由此衍生出來的。
在猶太人中，有個官職，被稱為希伯來語：（apostle），也可能是使徒的由來之一。

## 歷史
在新約對觀福音書中，使徒最早指耶穌由門徒中，直接挑選出的十二個向外傳教的人，也被稱為十二使徒。這十二位使徒，要負責向外傳教，並擁有醫治病人與趕鬼的能力。《約翰福音》中也記載了十二使徒，但是不認為他們跟其他門徒有什麼區別。
在耶穌過世後，十二門徒中的加略人猶大，被視為背叛者，而自殺。其餘11位門徒繼續領導信眾，信徒經選舉與抽籤，選出馬提亞來取代加略人猶大的席位，重新補足了十二門徒的位置。
從一些古代記載看來，在耶穌死後，使徒之中，最重要的人物，就是被稱為教會柱石的雅各、彼得、約翰，其中又以主的兄弟雅各地位最高。
在保羅加入教會之後，耶路撒冷教會的領導者彼得與雅各同意他向外邦人傳教，保羅自稱為耶穌基督的使徒，也自稱為外邦人的使徒。保羅認為使徒的地位，是耶穌基督直接經由聖靈授與，不是經由教會選舉，或是原有使徒的認定，這也是他使徒職位的來源。根據保羅的記載，使徒被認為擁有授與聖靈的能力，是教會的管理者，位階高於一般信眾

## 十二使徒
在新約中，十二使徒的名稱記載與順序，在各福音書中有些微出入。十二使徒的身世及事蹟，除了幾位主要人物，如西門彼得，多數在新約中並沒有記載很多。在新約中，提及各使徒時，常以三位一組、或四位一組的方式來提及，如彼得、雅各、約翰。中文日常用语习将使徒簡稱「圣某某」，來源於西語St.頭銜，例如圣约翰大学來自於St. John，梵蒂岡聖伯多祿大殿 St. Peter's Basilica，巴西圣保罗 Saint Paul，澳门大三巴实是圣保祿谐音。
| 十二使徒         | 外文名稱                               | 中文譯名                                                                                                 | 備註 |
| ---------------- | -------------------------------------- | --- | --- |
| 彼得             | 英文：Peter 希臘文：Πέτρος             | 公教：伯多祿 正教：裴特若、撇特爾 (新遺詔聖經) 新教：彼得 景教：岑穩僧伽法王                             | 全名「西門彼得(和合本聖經) / 西滿伯多祿(聖經思高本)」，耶穌為他起名「磯法」，翻譯出來就是「彼得」，意為磐石；被天主教視為首位教宗。 |
| 安得烈           | 英文：Andrew 希臘文：Ανδρέας           | 公教：安德肋 正教：安德列、昂德雷爾 (新遺詔聖經) 新教：安得烈 景教：尚未發現文獻記載                     | 為彼得的弟弟，是施洗約翰的門徒；被東正教視為首位君士坦丁堡普世牧首。                                                                |
| 雅各             | 英文：James 希臘文：Ιάκωβος            | 公教：雅各伯 正教：亞適烏 (新遺詔聖經) 新教：雅各 景教：尚未發現文獻記載                                 | 西庇太的兒子，約翰的哥哥，耶穌為他們起名為「半尼其」，意為「雷子」。他又被稱為「大雅各」以區分其他同名的使徒。                      |
| 約翰             | 英文：John 希臘文：Ιωάννης             | 公教：若望 正教：約安、伊望 (新遺詔聖經) 新教：約翰 景教：瑜罕難法王                                     | 西庇太的兒子，雅各的兄弟，耶穌為他們起名為「半尼其」，意為「雷子」。傳統上被認為是「耶穌最愛的門徒」。                              |
| 腓力             | 英文：Philip 希臘文：Φίλιππος          | 公教：斐里伯 正教：肥利普 (新遺詔聖經) 新教：腓力 景教：尚未發現文獻記載                                 | 來自伯賽大，與彼得、安得烈同鄉。 |
| 巴多羅買         | 英文：Bartholomew 希臘文：Βαρθολομαίος | 公教：巴爾多祿茂 正教：瓦爾佛羅梅 (新遺詔聖經) 新教：巴多羅買 景教：尚未發現文獻記載                     | 又名「拿但業」。與達太一起把基督教帶到了亞美尼亞。                                                                                  |
| 馬太             | 英文：Matthew 希臘文：Ματθαίος         | 公教：瑪竇 正教：瑪爾泰、瑪特斐 (新遺詔聖經) 新教：馬太 景教：明泰法王                                   | 又名「利未」。傳統上認為是《馬太福音》的作者。                                                                                      |
| 多馬             | 英文：Thomas 希臘文：Θωμάς             | 公教：多默 正教：佛瑪 (新遺詔聖經) 新教：多馬 景教：尚未發現文獻記載                                     | 又名「猶大·多馬·迪迪摩斯」；「迪迪摩斯」及「多瑪斯」皆為「雙生子」的意思。                                                          |
| 亞勒腓的兒子雅各 | 英文：James 希臘文：Ιάκωβος            | 公教：阿斐爾的兒子雅各伯 正教：阿勒斐子亞適烏 (新遺詔聖經) 新教：亞勒腓的兒子雅各 景教：尚未發現文獻記載 | 傳統上被認為即是「小雅各」。 |
| 西門             | 英文：Simon 希臘文：Σίμων              | 公教：西滿 正教：西孟 (新遺詔聖經) 新教：西門 景教：尚未發現文獻記載                                     | 又稱「迦南人西門」。 |
| 達太             | 英文：Thaddaeus 希臘文：Θαδδαίος       | 公教：達陡 正教：法德 新教：達太 景教：尚未發現文獻記載                                                  | 又稱「猶達·利貝烏」。與巴多羅買將基督教帶到了亞美尼亞。                                                                             |
| 猶大             | 英文：Judas 希臘文：Ἰούδας             | 公教：猶達斯 正教：伊屋達 新教：猶大 景教：尚未發現文獻記載                                              | 又稱「加略人猶大」。出賣了耶穌，死後其地位被馬提亞取代。                                                                            |

### 對觀福音書
| 馬太福音         | 馬可福音                                                   | 路加福音                         |
| ---------------- | ---------------------------------------------------------- | -------------------------------- |
| 西門（又稱彼得） | 西門，（耶穌又給他起名叫彼得）                             | 西門（耶穌又給他起名叫彼得）     |
| 他兄弟安得烈     | 安得烈                                                     | 他兄弟安得烈                     |
| 西庇太的兒子雅各 | 西庇太的兒子雅各                                           | 雅各                             |
| 雅各的兄弟約翰   | 雅各的兄弟約翰（又給這兩個人起名叫半尼其，就是雷子的意思） | 約翰                             |
| 腓力             | 腓力                                                       | 腓力                             |
| 巴多羅買         | 巴多羅買                                                   | 巴多羅買                         |
| 多馬             | 多馬                                                       | 多馬                             |
| 稅吏馬太         | 馬太                                                       | 馬太                             |
| 亞勒腓的兒子雅各 | 亞勒腓的兒子雅各                                           | 亞勒腓的兒子雅各                 |
| 達太             | 達太                                                       | 詹姆斯的兒子猶大﹝兒子或作兄弟﹞ |
| 奮銳黨的西門     | 奮銳黨的西門                                               | 奮銳黨的西門                     |
| 加略人猶大       | 加略人猶大                                                 | 加略人猶大                       |

對觀福音書中，都提到十二個使徒的完整名單，大致上相同，但是提到的順序及名稱上有些微不同。最大的差異，在於馬太福音與馬可福音，都稱使徒達太（Thaddaeus），而路加福音稱他為詹姆斯的兄弟猶大（Judas the brother of James）。

### 約翰福音書
與對觀福音書不同，約翰福音書只有提出12個門徒這個名稱，但是並沒有給與完整的名單，在約翰福音中，使徒與門徒之間也沒有什麼區別。

### 十二使徒的著作
新約中的許多福音書與書信，被認為是十二使徒所寫作：
福音書
- 马太福音
- 约翰福音

書信：
- 约翰一书
- 约翰二书
- 约翰三书
- 彼得前书
- 彼得后书
- 启示录（約翰）

### 啟示錄
在《啟示錄》中，使徒特指耶穌的十二門徒，可能代表了以色列十二支派，象徵耶路撒冷聖殿的十二道門，在教會中有特殊地位。

## 使徒馬提亞
使徒行傳開頭就提到，為遞補出賣主的加略人猶大，眾人禱告後為“稱為巴撒巴，又稱呼猶士都的約瑟”和馬提亞搖籤，選出馬提亞為新的第十二個使徒

## 使徒保羅
在其致各地教會的書信中，保羅稱呼自己是一位使徒，或“外邦人的使徒”。但是保羅並不是耶穌在世時的弟子，也非由當時教會選出。他多次強調，他是由上帝與耶穌基督直接選定的，位階不在十二使徒之下。
据《使徒行傳》的記載，保羅與巴拿巴可能是在安提阿教會得到聖靈的啟示，由先知將他們按立為使徒。

## 其他被稱為使徒的聖經人物
在《使徒行傳》中，稱巴拿巴為使徒。後世的東方正教會傳統中，保羅的門徒提摩太和西拉也被稱為使徒。
保羅在《羅馬書》中，提到他的親戚安多尼古和猶尼亞，稱呼他們「在使徒中是有名望的」。這段記載在解釋上有點疑義，因為可以把這段解釋為「使徒們都知道安多尼古和猶尼亞的名聲」，或是解釋為「安多尼古和猶尼亞，是有名望的使徒」。
保羅的門徒以巴弗提，也被稱為使徒。雖然一般都被譯為你們的使者，或信差，但在希臘原文中，用你們的使徒（希臘語：πόστολος）來稱呼他。
因為保羅認為使徒地位，是直接由耶穌經由聖靈授與，在教會中擁有特殊地位。因此，巴拿巴、提摩太、西拉、安多尼古與猶尼亞，可能也是經由聖靈啟示而在教會得到使徒地位，而不是遵循原有十二門徒傳統按立的。

## 紀念物
位於澳大利亞維多利亞州的十二門徒石的名稱取材自耶穌的十二門徒。